# Römische Mosaiken in Britannien
Die römischen Mosaiken in Britannien gehören zu den charakteristischsten Schöpfungen römisch-britannischer Kunst. Mehr als 500 Mosaikfußböden sind bisher bekannt, viele von ihnen stammen aus Villen und datieren in das vierte Jahrhundert. 200 davon sind mit figürlichen Szenen dekoriert. Sie belegen den Reichtum der Provinz Britannien in der Spätantike.

## Erstes bis drittes Jahrhundert

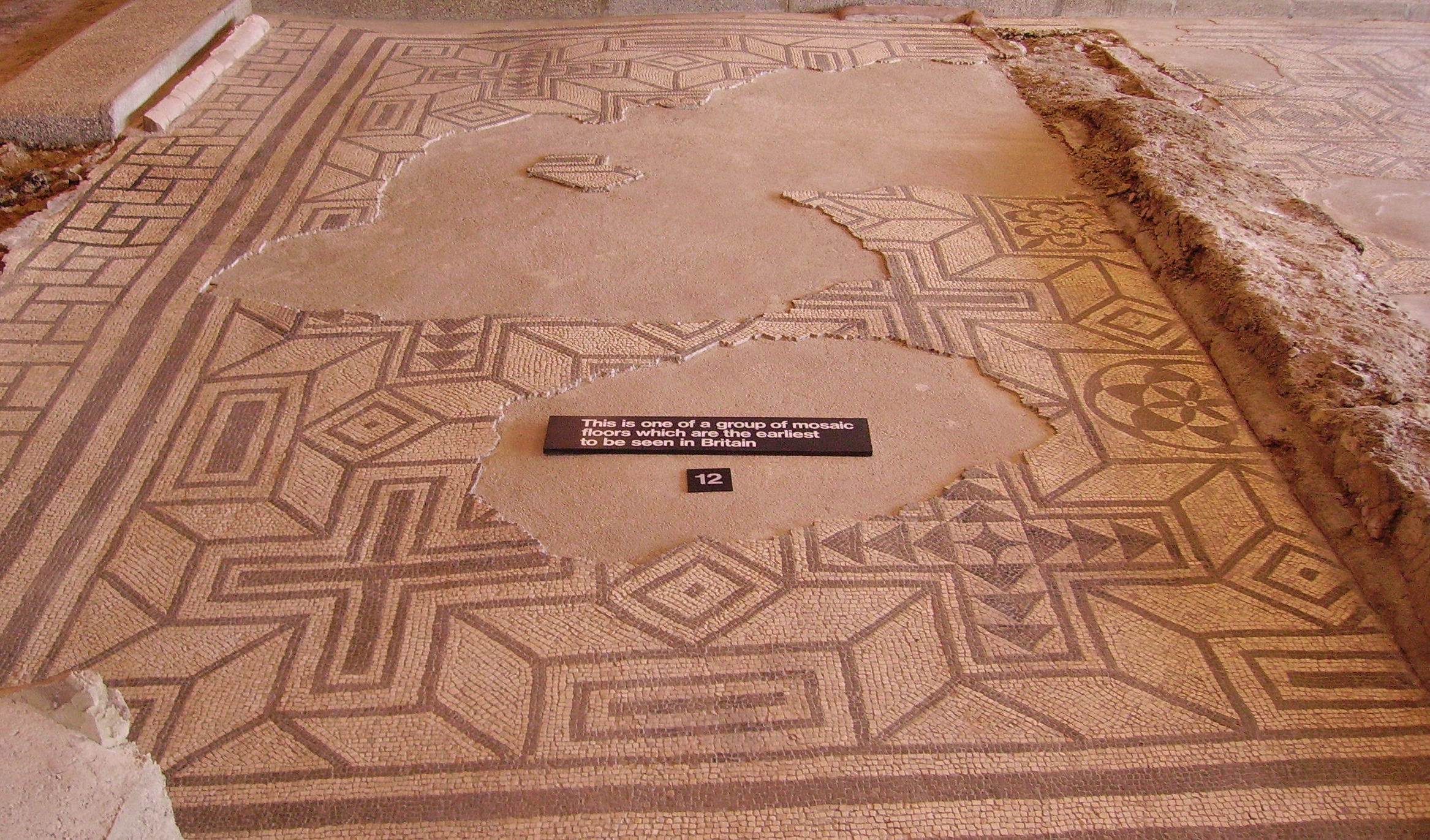
Schwarz-weißes Mosaik aus dem Palast von Fishbourne

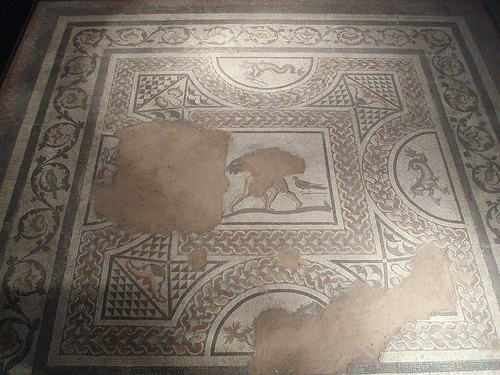
Figürliches Mosaik, zweites Jahrhundert

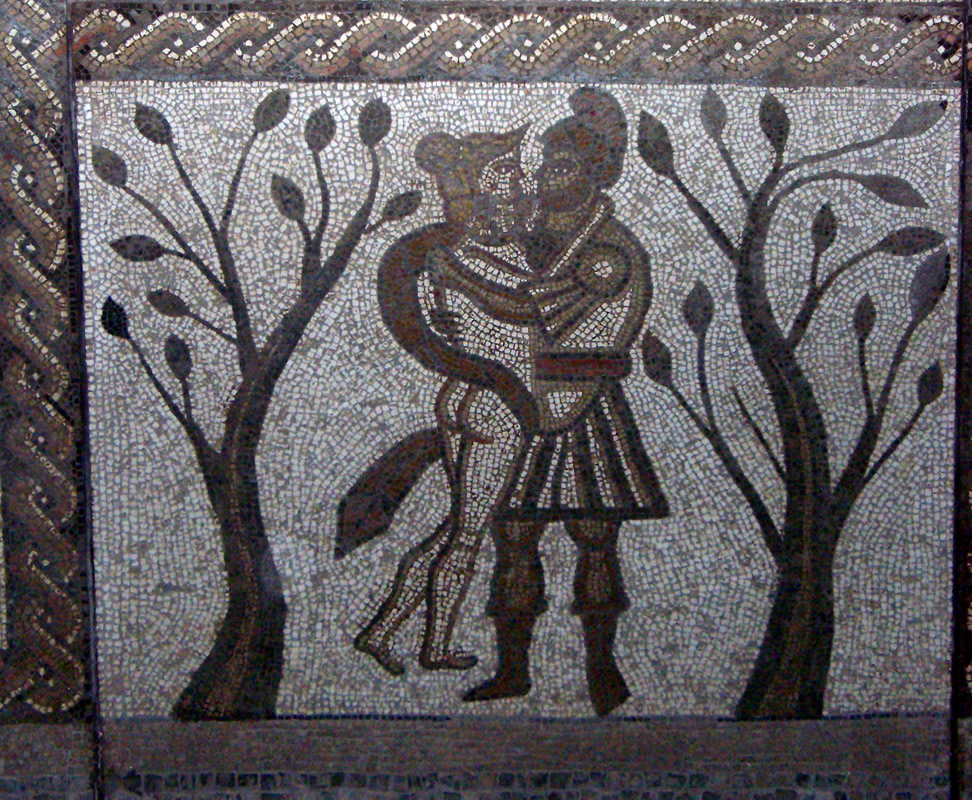
Aeneas und Dido auf einem Mosaik des vierten Jahrhunderts

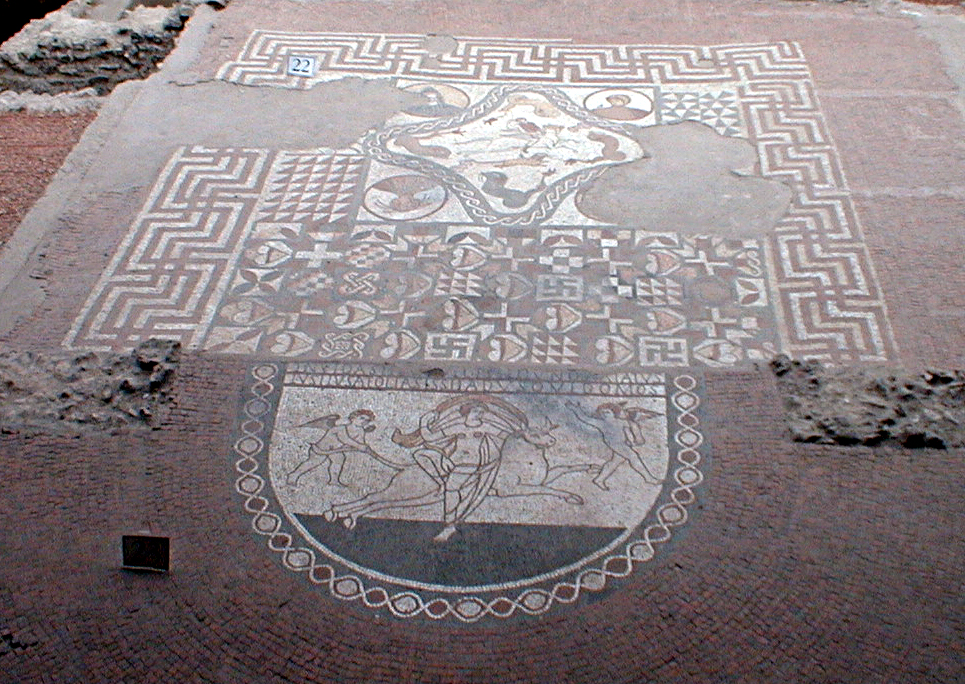
Raub der Europa (viertes Jahrhundert)

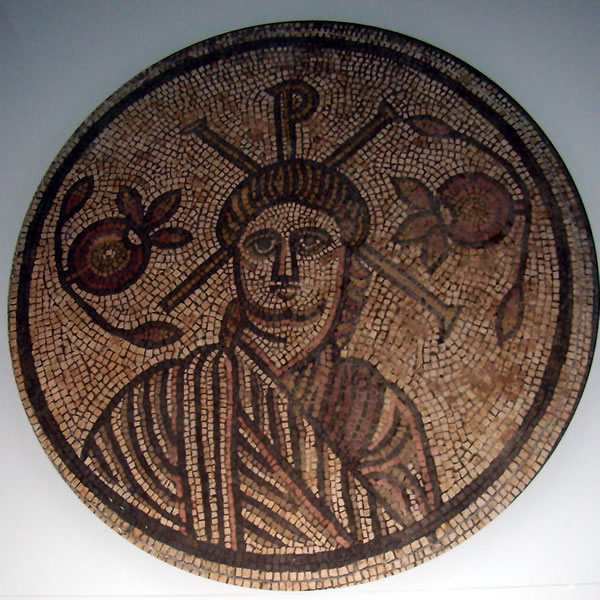
Jesus Christus, viertes Jahrhundert

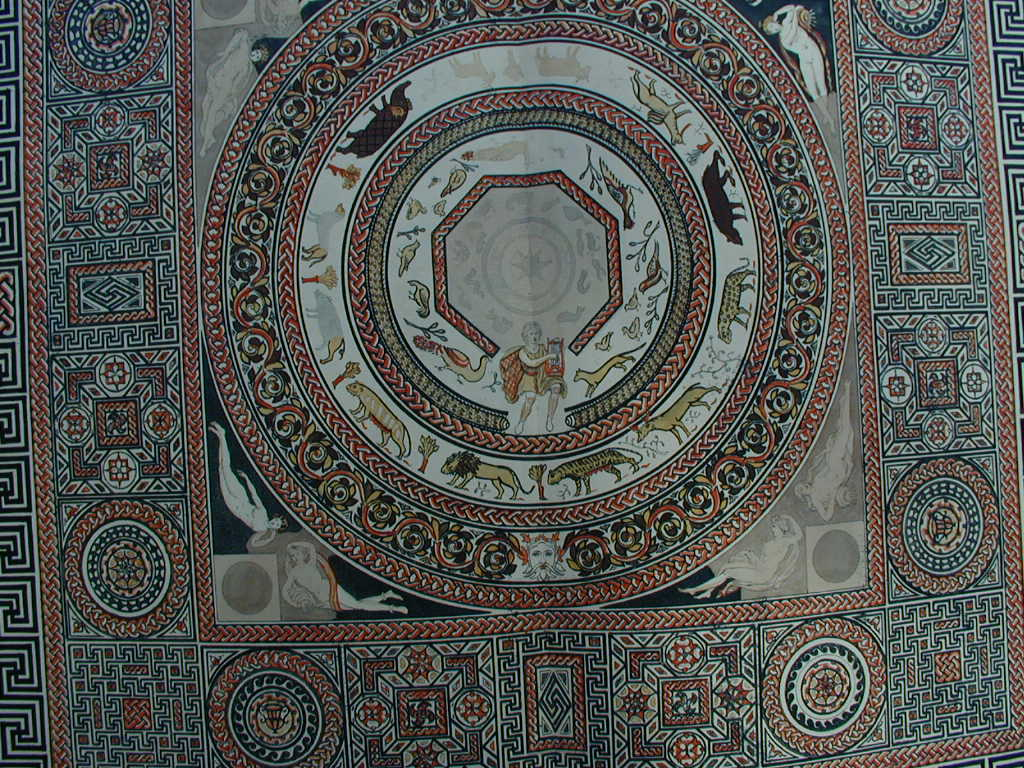
Das große Orpheusmosaik von Woodchester, von Samuel Lysons 1797 veröffentlichte Zeichnung

Die frühsten römischen Mosaiken stammen aus dem Palast von Fishbourne im Süden der Insel. Die Böden der frühesten Phase dieses Baues datieren um 75 bis 80 n. Chr. Es handelt sich um schwarz-weiße Mosaiken, die geometrische Muster tragen. Der Stil der Mosaiken deutet an, dass diese von einem Meister aus Italien ausgeführt wurden. Andere Mosaiken aus dem ersten Jahrhundert in Britannien sind selten. In Eccles in Kent fand sich in einer palastartigen Villa ein farbiges Mosaik mit der Szene eines Gladiatorenkampfes. Das Mosaik datiert auch in das erste Jahrhundert. 
Im zweiten Jahrhundert sind Mosaiken weit verbreitet und konzentrieren sich meist auf die Städte der Provinz. Zahlreiche Beispiele stammen aus Verulamium. Die Mosaiken sind jetzt in der Regel mehrfarbig. Figürliche Darstellungen sind beliebt und befinden sich oftmals in einem zentralen Feld in der Mitte des Bodens. Diese erste Blütezeit datiert vor allem zwischen den Jahren 150 bis 200 n. Chr. Die Qualität der Arbeiten variiert, doch erreichen die Figuren selten das Niveau gallischer oder italischer Arbeiten. Die Figuren wirken in der Regel schematisch und vor allem in der plastischen Ausformung sind die Figuren unbeholfen. Es gibt Andeutungen von Licht und Schatten, ohne dass wirklich ein plastischer Eindruck entsteht. 
Wenige Mosaiken können in das dritte Jahrhundert datiert werden. Die Krisenzeit des römischen Reiches war auch in Britannien zu spüren.

## Viertes Jahrhundert
Die eigentliche Blütezeit römischer Mosaiken in Britannien war das vierte Jahrhundert. Es sind in dieser Zeit vor allem die Villen ausgeschmückt worden. Dies spiegelt auch die abnehmende Bedeutung der Städte dieser Zeit wider.
Die Datierung der Mosaiken innerhalb des vierten Jahrhunderts bereitet zahlreiche Schwierigkeiten. Die besten Anhaltspunkte bieten die Fälle, in denen sich Münzen unterhalb eines Mosaiks fanden, andere Anhaltspunkte sind Umbauten, bei denen Böden überbaut wurden und die Umbauphase gut datierbar ist. Solche Fälle sind aber selten, so dass man sich bei der Datierung meist mit einer allgemeinen Ansetzung in das vierte Jahrhundert zufriedengeben muss. 
Der Großteil der Mosaiken trägt ausschließlich geometrische und ornamentale Muster. Zu diesen gehört auch die häufige Darstellung eines Cantharus, eines antiken Trinkgefäßes mit spiralig gewundenen Henkeln, das oft von ornamentalen Blumen- und Blattgirlanden umgeben ist. Die figürlichen Szenen stammen zu einem erheblichen Teil aus der griechisch-römischen Mythologie. Es gibt die Darstellungen von Gottheiten, Szenen aus Sagen wie der Aeneis mit der Darstellung von Dido und Aeneas oder mythologische Szenen wie der Raub der Europa. Die Darstellung des Sängers Orpheus erfreute sich großer Beliebtheit. Frühchristliche Darstellungen sind eher selten, ebenso Szenen aus dem täglichen Leben. Hier sind vor allem Gladiatoren, Zirkusszenen und Jagdszenen zu nennen. Darstellungen der vier Jahreszeiten und von Eroten waren ebenfalls beliebt. Alle diese Motive stammen aus der griechisch-römischen Welt, keltische Einflüsse sind nicht feststellbar.
Stilistisch sind die Figuren in der Regel einfach gehalten. Es gibt nur wenige Andeutungen von Räumlichkeiten oder Licht und Schatten. Die Figuren wirken oft ungelenk. Einige wenige Mosaiken tragen auch Inschriften, es handelt sich um klassische Literaturzitate, einer Künstlersignatur oder um den Namen eines dargestellten Wagenlenkers.
Anhand der Vergleiche von Motiven und der Ikonografie konnten verschiedene Schulen oder Werkstätten unterschieden werden. Die bekannteste ist die in Corinium Dobunnorum operierende Corinische Schule. Eine andere Werkstatt operierte in Durnovaria und wird als Durnovarian Group bezeichnet.
Das Ende der römischen Mosaikkunst in Britannien kam wahrscheinlich mit dem Beginn des fünften Jahrhunderts als die römischen Truppen von der Insel abzogen.

## Erforschung
Die ersten römischen Mosaiken Englands wurden schon im 16. Jahrhundert gefunden und gezeichnet. Eine erste Abhandlung zum Thema stammt von John Aubrey, der in seinem Manuskript Monumenta Britannica ein Kapitel den Mosaiken widmete. In der folgenden Zeit wurden immer wieder Mosaiken gefunden und auch gezeichnet, wobei viele von ihnen heute verloren sind, so dass die Zeichnungen heute von besonderem Wert sind. Hier ist vor allem Samuel Lysons (1763–1819) zu nennen, der genaue, farbige Zeichnungen zahlreicher Mosaiken anfertigen ließ. Auch im 19. Jahrhundert wurden zahlreiche Mosaike gefunden und oftmals in detaillierten Zeichnungen publiziert. Die Entdeckung der Fotografie brachte zunächst einen Niedergang in der Erforschung und vor allem in der Dokumentation. Die Mosaiken wurden oftmals nur noch fotografiert, wobei diese Aufnahmen oftmals nur Ausschnitte eines ganzen Boden zeigen und auch nicht farbig waren. Die Mosaiken, die im zwanzigsten Jahrhundert gefunden wurden, sind meist auch heute noch erhalten, wurden aber oftmals auch nicht ausreichend dokumentiert, so dass es selbst in jüngerer Zeit vorkam, dass Mosaiken un- oder schlecht dokumentiert, zerstört wurden.